# Max Bernhard Weinstein

Max Bernhard Weinstein (1910)

Max Bernhard Weinstein (* 1. September 1852 in Kowno, Russland (heute: Kaunas, Litauen); † 25. März 1918 in Berlin) war ein deutscher Physiker und Philosoph.

## Leben
1883 übersetzte Weinstein das Hauptwerk von James Clerk Maxwell A Treatise on Electricity and Magnetism und er übersetzte auch Maxwells Elementary treatise on electricity (deutsche Ausgabe: Die Electrizität in elementarer Behandlung, 1883). 1886 habilitierte er bei Hermann von Helmholtz und wurde Privatdozent für Physik und Geophysik (Geografie) an der Berliner Universität. Während dieser Zeit arbeitete er unter anderem mit Max Planck, Emil du Bois-Reymond, Wilhelm Wien, August Kundt, Ernst Pringsheim senior, Werner von Siemens, Theodor Mommsen und Wilhelm Scherer zusammen. 1895 wurde er Titularprofessor.
Weinstein war geheimer Regierungsrat sowie stellvertretender Direktor der kaiserlichen Normal-Eichungskommission und am Patentamt tätig. Ab 1911 war er Mitglied der Kant-Gesellschaft.

## Beiträge zur Physik
Weinstein war in der kaiserlichen Normal-Eichungskommission engagiert, zuletzt als stellvertretender Direktor und verfasste ein umfangreiches Handbuch der physikalischen Maassbestimmungen (1988).
Weinstein war weltweit einer der ersten, der Einsteins Relativitätstheorie massiv kritisierte. Er bezeichnete die Einführung des Relativitätsprinzips als Unglück für die Wissenschaft:

„…als die Bedeutung dieses Prinzips … so ins ungemessene ausgedehnt worden ist, daß zu den törichtesten Behauptungen eine unerträgliche Unduldsamkeit gegen anders Meinende sich gesellt hat, die fast einem mittelalterlichen Glaubenszwang gleicht.“

Für Lewis Pyenson sind die Abhandlungen Weinsteins über die Relativitätstheorie nichts als „tedious exercises in algebra“ (deutsch: „langweilige Algebra-Übungen“). Die Kritik Weinsteins und das dadurch verursachte öffentliche Ressentiment gegen die Relativitätstheorie führten aber dazu, dass an Einstein der Wunsch herangetragen wurde, seine Ideen noch verständlicher zu erklären. Darum bat ihn unter anderem der Astronomen Wilhelm Foerster.

## Beiträge zur Philosophie
Weinstein verfasste mit seiner Schrift Welt- und Lebensanschauungen hervorgegangen aus Religion, Philosophie und Naturerkenntnis (Leipzig 1910) die zum damaligen Zeitpunkt umfassendste Darstellung der Idee des Pandeismus, einer Art Animismus, der den metaphysisch geprägten Pantheismus („Gott ist das Universum“) und den Deismus („Gott schuf das Universum“) kombiniert. Diese Vorstellung wird charakterisiert durch: „Pandeismus: Dies ist der Glaube, dass Gott das Universum geschaffen hat, jetzt eins mit ihm ist, und deshalb kein separates bewusstes Wesen.“ Da Gott keine Person ist, ist die logische Konsequenz daraus, dass er nicht verehrt werden muss.
Nach Weinstein entspricht diese Auffassung vor allem der Idee des altindischen Brahma und des buddhistischen Nirvana.

„In der Bhagavad-Gītā sagt Krischna-Wischnu dem Ardschuna von sich: er sei aller Dinge Ursprung und Untergang, die Kraft in allen Dingen und die Erscheinungen, Duft im Wein, Glanz in Sonne, Mond und Gestirnen, Laut im Wort, sogar jeder Buchstabe, jedes Lied, Gebirg Himalaja, Feigenbaum, Roß, Mensch, Schlange (überhaupt jedes Tier), jede Jahreszeit. Wie er sich nachher Ardschuna als Gottheit zeigt, da sieht dieser, außer unendlichem Strahlenglanz, das Weltall in ihm vereint:
„Alle Wesen, alle Götter, seh’ an deinem Leib ich hangen,

Brahma auf dem Lotussitz, samt den Sehern und den Schlangen,

Viel Gesichter, Arme, Leiber, viele Augen, du Gewaltiger;

Aber weder Ziel noch Anfang seh ich an dir, Vielgestaltiger …““

Kritisiert wurde Weinstein dafür, dass er die Meinung vertrat, dass unter anderem auch Philosophen wie Scotus Eriugena, Giordano Bruno, Anselm von Canterbury, Nikolaus von Kues, Lessing und Moses Mendelsohn Pandeisten wären.

## Schriften
- Handbuch der physikalischen Maassbestimmungen. Zweiter Band. Einheiten und Dimensionen, Messungen für Längen, Massen, Volumina und Dichtigkeiten. Julius Springer, Berlin 1888, archive.org, eingeschränkte Vorschau in der Google-Buchsuche-USA
- Die Erdströme im Deutschen Reichstelegraphengebiet und ihr Zusammenhang mit den Erdmagnetischen Erscheinungen. F. Vieweg und Sohn, Braunschweig 1900.
- Einleitung in die höhere mathematische Physik. F. Dümmler, Berlin 1901.
- Die philosophischen Grundlagen der Wissenschaften. Vorlesungen gehalten an der Universität Berlin … B. G. Teubner, Leipzig / Berlin 1906, archive.org, eingeschränkte Vorschau in der Google-Buchsuche-USA
- Thermodynamik und Kinetik der Körper. F. Vieweg und Sohn, Braunschweig 1901–1908.
- Entstehung der Welt und der Erde nach Sage und Wissenschaft. B. G. Teubner, Leipzig / Berlin 1908
- Welt- und Lebensanschauungen hervorgegangen aus Religion, Philosophie und Naturerkenntnis. Johann Ambrosius Barth, Leipzig 1910, archive.org
- Die Grundgesetze der Natur und die modernen Naturlehren. J.A. Barth, Leipzig 1911.
- Die Physik der bewegten Materie und die Relativitätstheorie. Barth, Leipzig 1913 eingeschränkte Vorschau in der Google-Buchsuche-USA
- Kräfte und Spannungen. Das Gravitations- und Strahlenfeld. Friedr. Vieweg & Sohn, Braunschweig 1914, archive.org, eingeschränkte Vorschau in der Google-Buchsuche-USA

### Zeitschriften-Aufsätze
- Über die Zustandsgleichung der festen Körper. In: Annalen der Physik, Vierte Folge, Band 51, Nr. 21, 1916, S. 365ff.